# ムラト2世
ムラト2世（1404年6月 - 1451年2月3日）は、オスマン帝国の第6代皇帝（在位: 1421年 - 1444年）（1446年 - 1451年）。第5代皇帝・メフメト1世の子。

## 略歴

### 即位と偽ムスタファ
1404年誕生。1421年、父帝の崩御により即位する。父は他の兄弟から皇位を得るときに東ローマ帝国の援助を受けていたため、この頃のオスマン朝と東ローマ帝国は、同盟関係にあった。
ところがオスマン朝の皇帝が代替わりしたのを見て、東ローマ皇帝・マヌエル2世パレオロゴスの子・ヨハネス8世パレオロゴスがアンカラの戦いで戦死したと思われていた父の兄弟ムスタファ（この人物が本物であったかどうかについては不明。オスマン側では「偽ムスタファ」と呼び偽物と断じている）を対立皇帝に擁立し、内政干渉を図ってきた。
だが、これに激怒したムラト2世は、ムスタファを打ち破って処刑すると、東ローマ帝国との同盟を破棄。1422年に、軍を興して、東ローマ帝国の首都コンスタンティノポリスを包囲した。
弱体化していた東ローマ軍はオスマン軍の敵ではなかったが、本国でキュチュク・ムスタファの反乱が起こったため、ムラト2世は自国に有利な和睦条約を結び（東ローマのオスマン朝への臣従など）、軍を返している。

### バルカン方面での勝利と崩御

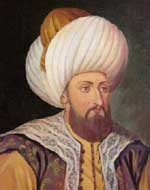
ムラト2世

1444年、ローマ教皇・エウゲニウス4世の命により、ブルガリアに侵攻してきたハンガリー軍と戦って勝利を収めた（ヴァルナの戦い）。
同年、元々、文化人の気質がありスーフィーに熱心であったことから、これを機に隠退して子のメフメト2世に一時帝位を譲る。しかし若年のメフメト2世には官僚も従わず、遠征にも失敗したため、イェニチェリの反乱を受けて1446年に復位した。
1448年、コソボの戦いでセルビアをはじめとするキリスト教国の軍と戦って、またも勝利を収め、東ローマ帝国を次第に圧迫していった。同年に、ヨハネス8世の後を継いだコンスタンティノス11世ドラガセスの即位を承認し、和平条約を結んだ。以降崩御までワラキアやアルバニアへの侵攻を進めたが、アルバニアではスカンデルベグの抵抗に遭い1451年2月に崩御した。次代は子のメフメト2世が復位、このメフメト2世が1453年に東ローマ帝国を滅ぼすことになる（コンスタンティノープルの陥落）。